# Duché balte uni
Ne pas confondre avec le duché de Livonie.
1918–1918
Entités précédentes :
- Duché de Courlande et Sémigalle
- Ober Ost

Entités suivantes :
- République d'Estonie
- République de Lettonie

Le Duché balte uni (en allemand Vereinigtes Baltisches Herzogtum) ou grand-duché de Livonie, est un État dont la constitution a été proposée à la fin de la Première Guerre mondiale. Cet État n'a probablement pas existé en dehors de documents écrits et d'actes notariés, mais il constitue la tentative lancée en 1918 par les Germano-Baltes de créer, sur le territoire des anciens gouvernements russes impériaux de Courlande, de Livonie et d'Estonie, ensemble désigné du nom germanique de Baltikum (les actuelles Lettonie et Estonie avec une partie de la Lituanie), un État dont les structures gouvernementales seraient dominés par les germanophones.
Ce projet passait par la création d'un duché de Courlande et Sémigalle et d'un duché d'Estonie et Livonie ou État balte, dont les souverains seraient en union personnelle avec la couronne de Prusse. Bien que les premiers éléments fussent mis sur pied au cours des mois de 1918 ayant suivi le traité de Brest-Litovsk, les peuples baltes concernés, aspirant à l'indépendance, ne laissèrent pas l'Empire allemand arriver à ses fins une fois celui-ci mis à bas à la fin de la Première Guerre mondiale.

## Contexte historique

### Occupation de la Courlande
Durant la Première Guerre mondiale, les armées allemandes occupent dès l'automne 1915 le gouvernement de Courlande, territoire annexé par la Russie en 1795. Le front se stabilise alors le long de la ligne Riga - Daugavpils - Baranavitchy. Les territoires occupés sont administrés par l'Ober Ost, administration militaire des territoires occupés de l'Est.

### Politique allemande relative aux Pays baltes durant la Première Guerre mondiale
Depuis le début du conflit mondial, Les Germano-Baltes résidant en Allemagne constituaient les plus fervents défenseurs d'une annexion des Pays baltes. Le Conseil de confiance balte (Baltische Vertrauensrat), fondé par un groupe d'émigrants, avait déjà été à l'origine d'une vive agitation lors de la conquête de la Courlande en faveur d'une réunion des provinces allemandes baltes à l'Allemagne. La volonté de domination allemande de la région était fondée sur des bases historico-idéologiques, et trouvait notamment son origine au travers de la domination passée de ces régions par les chevaliers teutoniques.
Dans les Pays baltes, une des principales incertitudes concerne la forme que pourrait avoir la future organisation d'un État autonome ; il pouvait s'agir d'une union de tous les États baltes, ou d'États vassaux, sous la souveraineté des États de Saxe, de Wurtemberg ou de Prusse. Une autre question consistait en la possibilité de colonisation allemande de ces nouveaux États : on voyait en effet la Courlande comme étant le lieu le plus propice pour une dénationalisation totale puis une germanisation de la région ainsi conquise. Il était prévu, comme pour la bande frontière avec la Pologne, de refouler de leur propre pays les Lettons, en favorisant l'installation de Germano-Russes venant du domaine impérial russe, de domaines du clergé et de grands propriétaires terriens, à proximité des possessions de la noblesse germano-balte déjà en place.

### Volontés d'autodétermination des nations baltes
Alors que l'Empire russe s'apprête à quitter le combat, et espérant le retrait des troupes allemandes, le Conseil national provisoire letton (en) est proclamé le 16 novembre 1917 sur le territoire du Gouvernement de Courlande occupé. Le 30 novembre suivant, le Conseil national letton proclame autonome une province lettone, selon des frontières ethnographiques, puis la république lettone le 15 janvier 1918.
Le Gouvernement provisoire russe issu de la révolution de Février instaure un Gouvernement autonome d'Estonie (en) le 12 avril 1917 (30 mars dans le calendrier julien) à partir des anciens gouvernements d'Estonie et de Livonie. Après la révolution d'Octobre, l'Assemblée provinciale estonienne (en), élue, se déclare pouvoir souverain en Estonie le 28 novembre 1917. Le 24 février 1918 est publiée la déclaration d'indépendance estonienne. Les Alliés occidentaux reconnaissent de facto l'indépendance de la république d'Estonie en mai 1918.

### L'effondrement russe
Mais après la révolution russe, plutôt que de se retirer, les troupes allemandes utilisent la Courlande comme base de départ. Après l'effondrement du front de l'Est, l'armée allemande fait son entrée dans la capitale lettone, Riga, le 3 septembre 1917; à la fin du mois de février 1918, elle occupe également les territoires des anciens gouvernements de Livonie et d'Estonie, cette dernière ayant pourtant déjà déclaré son indépendance.
Le 3 mars 1918, lors de la signature du traité de Brest-Litovsk, la Russie soviétique avait dû, entre autres, renoncer à sa souveraineté sur la Courlande, les Russes devant se mettre d'accord avec les populations locales quant aux relations futures qu'ils auraient à entretenir avec l'Empire allemand, leur droit à l'autodétermination étant supprimé. L'Estonie et la Livonie restaient provisoirement du ressort du pouvoir de police allemand, mais les accords de Berlin du 27 août 1918 en donnait le devenir à l'Allemagne.

## Mise en place de Duchés en Baltique

### Volontés et actions germano-baltes
La classe dirigeante germano-balte se lia rapidement et étroitement à la politique d'occupation allemande. De fait, elle ne luttait pas seulement contre les Bolcheviques, mais également contre l'établissement d'États baltes démocratiques autonomes, ce qui fut pourtant le cas officiellement le 24 février 1918 pour l'Estonie et le 18 novembre suivant pour la Lettonie. Se considérant comme les "représentants de la plus ancienne culture présente dans le pays", elle souhaitait assurer à ses ressortissants les plus hautes fonctions. La noblesse et la bourgeoisie germano-balte tenta donc de constituer un duché balte unique, se tournant pour cela vers le Kaiser. Les recours des Estoniens et des Lettons ne seraient pas pris en compte ; l'État futur serait organisé d'une manière non démocratique. Le fonctionnement des institutions prévoyait en effet que les Germano-Baltes, minoritaires, disposent de plus de députés que les Estoniens et les Lettons réunis.

### Constitution des duchés baltes
En parallèle à l'autorité militaire allemande d'occupation, les Germano-Baltes commencèrent à former sur les territoires occupés des conseils provinciaux entre septembre 1917 et 1918. Le 8 mars 1918, le Kurländische Landesrat, assemblée dominée par les Germano-Baltes, proclame l'indépendance du duché de Courlande et Sémigalle. Ensuite, le 12 avril 1918, c'est au tour du Baltische Landesrat, assemblée unie des provinces nouvelles de Livonie, d'Estonie, de Riga et d'Ösel de se déclarer indépendant, sous le nom d'État balte (Baltischer Staat), constitué en duché également.
Les deux nouveaux États avaient déjà demandé, dès leur proclamation, à se trouver en union personnelle avec le royaume de Prusse ou l'Empire allemand. L'empereur Guillaume II répondra d'ailleurs favorablement à la demande courlandaise, le 15 mars 1918. Mais le 12 avril 1918, soit le jour même de la proclamation de l'État balte, le Vereinigter Landesrat (Conseil territorial uni), assemblée rassemblant des membres des deux États, trente-cinq Germano-Baltes, treize Estoniens et onze Lettons, demande par une résolution officielle à l'empereur allemand de reconnaître les États nouvellement constitués comme une monarchie unique, et d'en faire un protectorat allemand. L'Empereur annonce reconnaître le nouvel État balte le 22 septembre 1918, et renouvelle ses liens avec le duché de Courlande et Sémigalle[réf. nécessaire]. Cette demande insistante révèle à la fois la faiblesse de l'Ostpolitik allemande d'alors et les aspirations politiques des élites germano-baltes.

## Proclamation du Duché balte uni

### Rapprochement des duchés baltes

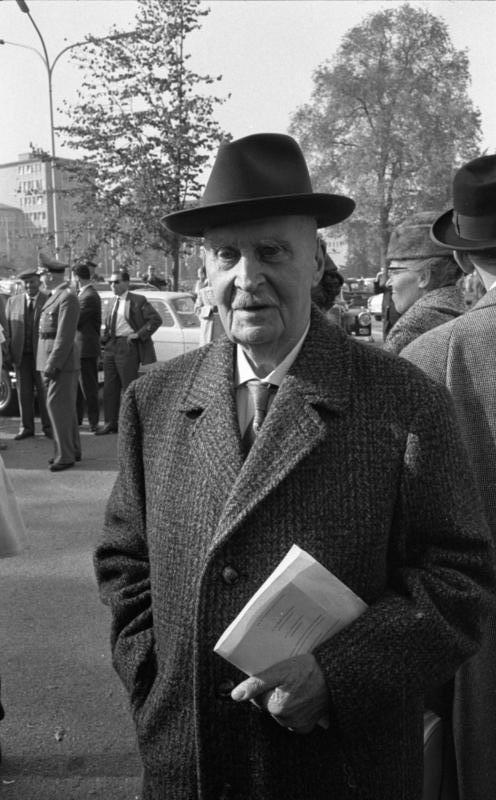
Adolphe-Frédéric de Mecklembourg (1962).

Dans l'État balte comme au sein du duché de Courlande et Sémigalle, l'élite germano-balte, notamment la noblesse, considérait l'Oberste Heeresleitung (OHL) comme étant son unique interlocuteur. On ne travaillait en effet pas avec les cercles estoniens ou lettons, malgré les promesses faites par le Reichstag sur l’autodétermination des peuples baltes.
La noblesse souhaitait établir, sous son autorité, un État balte unique, séparé de la Russie, rassemblant les territoires des anciens gouvernements de la Baltique (Estonie, Livonie et Courlande). Le plan visant à la constitution d'un duché balte indépendant, avec à sa tête Adolphe-Frédéric de Mecklembourg, fut mis au point par la noblesse, et reçut l'appui de l'OHL. Une alternative au Duché balte uni fut envisagée, faisant des provinces d'Estonie, de Livonie et de Courlande un État balte unique, en union personnelle avec la Prusse.

### Proclamation
Le 5 novembre 1918[réf. nécessaire], le Duché balte uni est proclamé à Riga. Adolphe-Frédéric de Mecklembourg devait alors porter la couronne du nouveau Duché. Jusqu'à son arrivée, le nouvel État fut régi, à partir du 9 novembre, par un Conseil de régence (Regentschaftsrat), constitué de dix personnes et créé par la noblesse locale, dirigé par le président du parlement livonien (Landmarschall), le baron Adolf Pilar von Pilchau (de), nommé Régent du Reich.

### Organisation de l’État

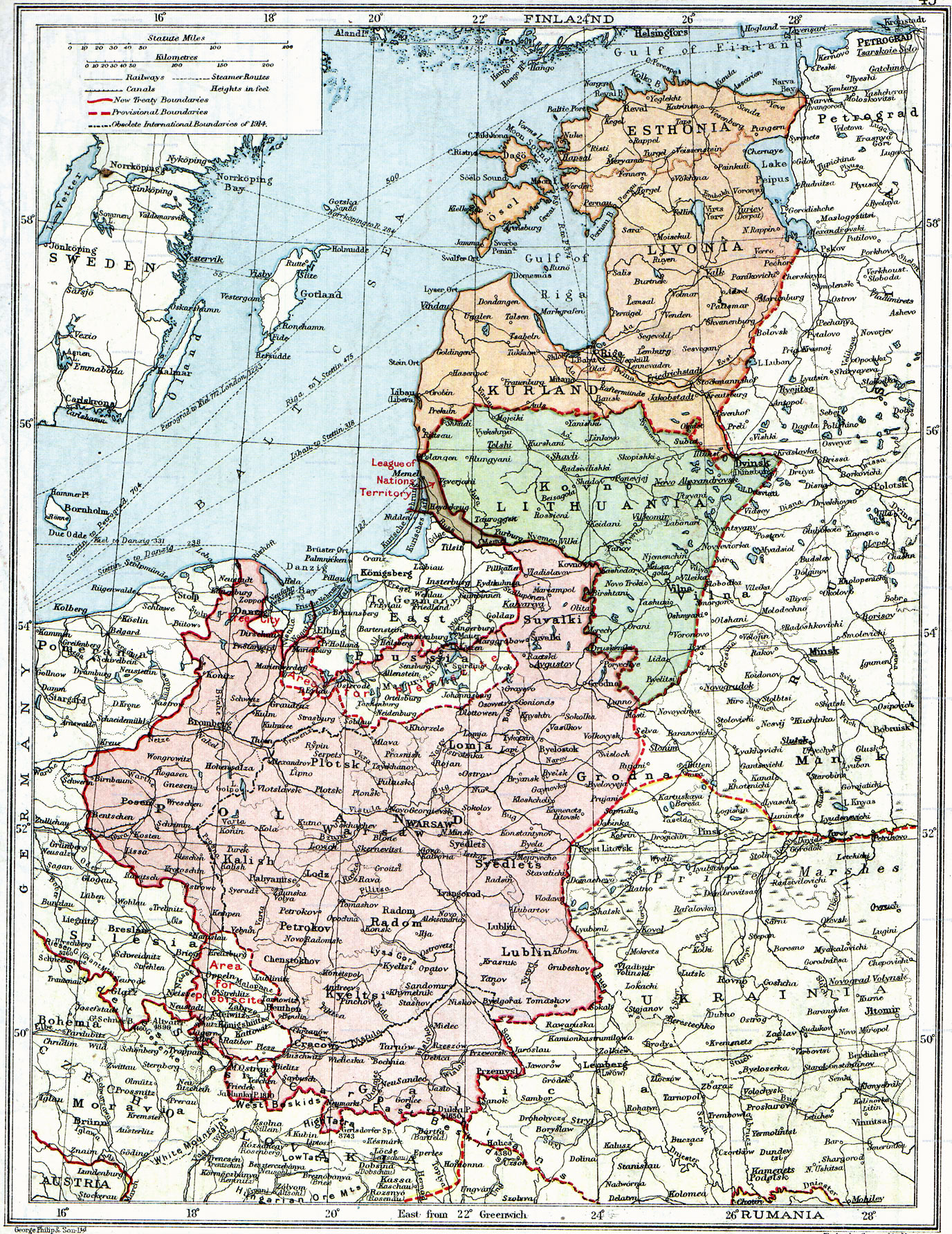
“Poland & The New Baltic States”, carte d'un atlas britannique de 1920, montrant les frontières demeurant indéterminées après les traités de Brest-Litovsk et de Versailles, et avant la Paix de Riga. Le Duché balte uni était censé recouvrir les territoires de la Lettonie et de l'Estonie, sur le territoire de la Confédération livonienne médiévale.

La capitale du nouvel État, confédérant en quelque sorte les deux précédents, devait être Riga. Le pays devait se trouver constitué de sept cantons, nommés en allemand Kurland (Courlande), Riga, Lettgallen (Latgale), Südlivland (Livonie du sud), Nordlivland (Livonie du nord), Ösel (Saaremaa), et Estland (Estonie). Les quatre premiers cantons correspondent approximativement aux quatre provinces lettones actuelles, et les trois suivantes aux provinces estoniennes.
Le chef de l'État, dont le premier du nom devait être Adolphe-Frédéric de Mecklembourg, était censé porter le titre de duc. Il était censé exercer cette charge non comme un monarque souverain, mais comme un subordonné représentant l'autorité de l'Empereur allemand, qui devait assurer la protection du Duché. Dans les faits, Adolphe-Frédéric n'eut jamais l'occasion d'assurer sa charge ; le Conseil de Régence, composé de quatre Germano-Baltes, trois Estoniens et trois Lettons, exerça temporairement le pouvoir.
Les forces militaires du Duché balte uni devaient être constituées par la Baltische Landeswehr qui, dans les faits, s'apparenta davantage à un corps franc qu'à une armée nationale.

## Chute du Duché

### Critiques et tensions
Les projets de colonisation, ainsi que ce que les socialistes allemands qualifiaient de "virelai romantique" (romantischer Firlefanz) ou de "plaisanterie dynastique" (dynastischer Scherz), à savoir l'exportation de princes comme chefs d'État, ces sujets constituaient à cette époque les volontés nationales grandissants vouant à leur perte les Lettons, les Lituaniens et les Estoniens.
La politique d'occupation allemande étant alors constituée d'un entrelacs de conditions rendues nécessaires pour la sécurité et de prétentions impérialistes, la situation se trouvait difficilement tenable. Comme déjà auparavant sous l'autorité du gouvernement provisoire russe, l'attitude de l'occupant allemand sous-estimait fortement les questions posées par les nationalités qui pourtant étaient sensibles.
Côté letton, tandis que les Bolchevistes souhaitaient leur rattachement à la Russie soviétique, les sociaux-démocrates, les libéraux et les conservateurs ruraux s'engageaient sur la voie d'un État indépendant, alors que le parti populaire letton, conservateur, et une grande partie des Germano-Baltes étaient favorables à un rattachement à l'Empire allemand ; côté estonien, les velléités indépendantistes étaient d'autant plus difficiles à contrôler que le pays avait déclaré son indépendance la veille de l'occupation allemande.

### La fin
Le Duché ne reçut jamais d'autre reconnaissance internationale que celle de l'Empire allemand. En outre, l'administration militaire allemande reste omniprésente. Mais en octobre 1918, le chancelier allemand Max von Baden propose le remplacement de l'autorité militaire encore en place par une autorité civile ; la nouvelle politique ainsi proposée est résumée dans un télégramme envoyé par le ministère des Affaires étrangères allemand à l'administration militaire : Le gouvernement du Reich est unanime, nous devons respecter le changement fondamental de notre politique dans les Pays baltes, ce qui se traduit tout d'abord par la nécessité d'impliquer les Baltes dans la politique.
Par la suite, lors du déclenchement de la révolution allemande, le fondé de pouvoir général délégué aux territoires baltes occupés, August Winnig, signa le 19 novembre 1918 à Riga un traité avec le gouvernement provisoire estonien, selon lequel ce dernier reprend le contrôle du territoire estonien. Le 18 novembre, le Conseil du peuple letton déclare l'indépendance du pays. Cet État se trouvant reconnu de facto par le Reich allemand, le Conseil de régence cesse son activité le 28 novembre suivant.